# Pantoprazol
Pantoprazol je inhibitor protonske pumpe koji se rabi za kratkotrajno liječenje erozija i ulcerácija jednjaka uzrokovanih gastroezofagealnom refluksnom bolešću. Usavršavanjem omeprazola došlo se do novih i savršenijih inhibitora protonske pumpe kao što je pantoprazol. Pantoprazol ima dva atoma fluora na metoksi skupini smještenoj na indolu, te jednu metoksi skupinu manje na piridinu. Pantoprazol se aktivira samo u izrazito niskom pH te je zato bolji od omeprazola. Važno je napomenuti da dolazi i u obliku intravenskih injekcija koje se koriste u bolnicama za liječenje teških oblika peptičkih bolesti. 

## Farmakoterapijska skupina i djelovanje
Pantoprazol je inhibitor protonske pumpe, tj. specifično i proporcionalno dozi blokira želučanu H+/K+-ATPazu, enzim odgovoran za lučenje želučane kiseline u želudac. Pantoprazol je supstituirani benzimidazol, koji se nakon apsorpcije akumulira u parijetalnim stanicama želuca. Tamo u kiselim uvjetima prelazi u svoju aktivnu formu, ciklički sulfanamid, koji se veže za H+/K+-ATPazu, blokirajući je i time uzrokuje snažno i dugotrajno smanjenje osnovne i stimulirane sekrecije želučane kiseline. S obzirom na to da pantoprazol djeluje na razini receptora, on može blokirati lučenje želučane kiseline bez obzira na narav stimulansa (acetilkolin, histamin, gastrin).

Selektivnost pantoprazola je rezultat činjenice da on ispoljava svoj puni učinak samo u izrazito kiselom okolišu (pH<3), dok pri višim pH vrijednostima ostaje uglavnom neaktivan. Kao rezultat toga, kompletan farmakološki i terapijski učinak javlja se samo u parijetalnim stanicama želuca koje luče želučanu kiselinu. S druge strane, mehanizmom negativne povratne sprege, učinak pantoprazola prestaje nakon što se pH povisi, pa tako pantoprazol postaje važan regulator pH želuca. Pantoprazol ima isti učinak bilo da je dan oralno ili intravenski. Nakon intravenske ili oralne primjene pantoprazol blokira pantagastrinom stimuliranu sekreciju želučane kiseline. Kod dragovoljaca, razina želučane kiseline bila je nakon prve primjene doze od 30 mg smanjena za 56%, a peti dan za 99%. Nakon oralne doze od 40 mg razina inhibicije prvog dana iznosila je 51% i 85% nakon sedmog dana. Osnovna 24-satna kiselost je bila smanjena za 37% prvi dan te 98% sedmi dan. Razina gastrina tijekom gladovanja pod pantoprazolom bila je u većini slučajeva povišena, ali nije prešla gornji limit. Nakon završetka liječenja pantoprazolom, srednja razina gastrina je počela opadati. 

## Farmakokinetski podaci
Pantoprazol se brzo apsorbira i maksimalna plazmatska koncentracija se postiže već nakon prve doze od 40 mg. Prosječno, maksimalne serumske koncentracije su otprilike 2-3 µg/ml i traju 2 i pol sata nakon primjene. Nakon nekoliko ponovljenih doza te koncentracije se i ustaljuju. Terminalno poluvrijeme eliminacije iznosi 1 sat. Volumen distribucije jest 0,15 L/kg, a klirens iznosi oko 0,1 L/sat/kg. Za sada je zabilježeno samo nekoliko slučajeva usporavanja eliminacije. Zbog specifične aktivacije unutar parijetalnih stanica, eliminacijsko poluvrijeme ne korelira s karakterističnim dugotrajnim učinkom. Farmakokinetika pantoprazola ne varira nakon jedne ili više ponovljenih doza. Plazmatska kinetika pantoprazola je linearna i nakon oralne i nakon intravenske primjene. Apsolutna bioraspoloživost iznosi 77%. Usporedno uzimanje hrane ili antacida nema učinka na bioraspoloživost pantoprazola.

Vezanje pantoprazola na proteine plazme iznosi 98%. Pantoprazol se skoro isključivo metabolizira preko jetre. Eliminacija preko bubrega predstavlja glavni put eliminacije pantoprazola i njegovih metabolita (80%). Glavni metabolit u plazmi i urinu jest desmetilpantoprazol, koji je konjugiran sa sulfatom. Poluvrijeme eliminacije glavnih metabolita je oko 1,5 sati, duže nego samog pantoprazola.

## Terapijske indikacije
- U kombinaciji s dva prikladna antibiotika eradikacija Helicobacter pylori kod pacijenata s peptičkim ulkusima s ciljem smanjivanja recidiva duodenalnog i ventrikularnog ulkusa uzrokovanih mikroorganizmima.
- Duodenalni ulkus
- Ventrikularni ulkus
- Umjerene i teške upale ezofagusa (refluksni ezofagitis)

## Kontraindikacije
Preosjetljivost na pantoprazol

## Interakcije
Pantoprazol može smanjiti apsorpciju lijekova čija bioraspoloživost ovisi o pH-vrijednosti (npr. ketokonazol). Ovo vrijedi i za lijekove koji su uzimani neposredno prije terapije pantoprazolom. Pantoprazol ulazi u metabolizam preko citokrom P-450 enzimskog sustava u jetri, tako da se ne isključuje mogućnost interakcije s lijekovima koji metaboliziraju putem istog enzimskog sustava. Farmakokinetička ispitivanja dokazala su nepostojanje interakcija s karbamazepinom, kofeinom, diazepamom, diklofenakom, digoksinom, etanolom, glibenklamidom, metoprololom, nifedipinom, fenoprokumonom, fenitoinom, teofilinom, piroksikamom, naproksenom, varfarinom i oralnim kontraceptivom. Do interakcija ne dolazi ni kod istovremenog davanja antacida. U kombinaciji s preporučenim antibioticima (klaritromicinom, metronidazolom, amoksicilinom) nisu zabilježene klinički značajne interakcije.

## Trudnoćaidojenje
Eksperimentalne studije na životinjama pokazale su blagu fetotoksičnost pantoprazola u dozama iznad 5 mg/kg. Nema podataka o izlučivanju pantoprazola u majčinom mlijeku. Pantoprazol u trudnoći treba koristiti samo ako se procijeni da je korist za majku veća od potencijalne opasnosti za dijete.

## Posebna upozorenja
Pantoprazol nije potrebno uzimati kod neznatnih želučano-crijevnih tegoba (npr. nervoza želuca, dispepsija). Prije liječenja potrebno je isključiti moguću malignost ventrikularnog ulkusa ili maligna oboljenja jednjaka jer pantoprazol može smanjiti tegobe kod takvih stanja i tako odgoditi postavljanje dijagnoze.
Dijagnoza refluksnog ezofagitisa mora se endoskopski potvrditi. Pantoprazol se ne smije koristiti u trojnoj terapiji za eradikaciju Helicobacter pylori kod pacijenata s umjerenim i težim oštećenjima jetre ili bubrega, jer za sada nisu dostupni podaci o učinkovitosti i sigurnosti pantoprazola u kombiniranoj terapiji tih pacijenata.

## Doziranje

### Trojna terapija
Kod bolesnika s ventrikularnim i duodenalnim ulkusom kod kojih je dokazana prisutnost Helicobacter pylori potrebno je kombinacijom lijekova postići eradikaciju bakterije. Ovisno o rezistenosti, za eradikaciju Helicobacter pylori mogu se preporučiti sljedeće kombinacije:
- a) dva puta dnevno po 40 mg pantoprazola + dva puta dnevno 1000 mg amoksicilina + dva puta dnevno 500 mg klaritromicina
- b) dva puta dnevno po 40 mg pantoprazola + dva puta dnevno 500 mg metronidazola + dva puta dnevno 500 mg klaritromicina
- c) dva puta dnevno po 40 mg pantoprazola + dva puta dnevno 1000 mg amoksicilina + dva puta dnevno 500 mg metronidazola

U trojnoj terapiji za eradikaciju Helicobacter pylori infekcije, drugu dozu 40 mg pantoprazola treba uzeti prije večernjeg obroka. Trojna terapija općenito je zamišljena kao sedmodnevna i može se produžiti do najviše dva tjedna. Ako je, da bi se osiguralo zaliječenje ulkusa, potrebna daljnja terapija pantoprazolom, treba uzimati doze preporučene za liječenje ventrikularnog i duodenalnog ulkusa.

### Alternativna terapija
Ako trojna terapija nije opcija, odnosno ako su kod pacijenta testovi za Helicobacter pylori negativni, preporučuju se sljedeće doze pantoprazola:

Za liječenje ventrikularnog i duodenalnog ulkusa i refluksnog ezofagitisa jedna doza pantoprazola od 40 mg dnevno. U pojedinačnim slučajevima doza se može podvostručiti, naročito ako druge terapije nisu bile uspješne.

Kod pacijenata s teškim oštećenjem funkcije jetre dozu treba smanjiti na 40 mg pantoprazola svaki drugi dan. Kod takvih pacijenata treba za trajanja terapije nadzirati jetrene enzime. U slučaju porasta vrijednosti jetrenih enzima terapiju pantoprazolom treba odmah prekinuti.

Liječenje duodenalnog ulkusa najčešće traje 2 tjedna. Ako liječenje u trajanju od 2 tjedna nije dovoljno, izliječenje se u pravilu postiže tijekom sljedećih dva tjedna. Za liječenje ventrikularnog ulkusa i refluksnog ezofagitisa obično je potrebna terapija u trajanju od 4 tjedna. Ako to nije dovoljno, izliječenje se najčešće postiže tijekom sljedećih četiri tjedna terapije.

Kod starijih pacijenata i onih čija je funkcija bubrega oštećenja ne smije se prekoračiti dnevna doza od 40 mg pantoprazola. Izuzetak je trojna terapija za eradikaciju Helicobacter pylori, u slučaju koje i stariji pacijenti trebaju uzimati uobičajenu dozu pantoprazola tijekom jednog tjedna. Zbog nedovoljnih iskustava s dugotrajnom primjenom kod čovjeka, liječenje pantoprazolom ne treba provoditi dulje od 8 tjedana.

## Predoziranje
Simptomi predoziranja kod ljudi nisu poznati. U pojedinačnim slučajevima davana je dnevna doza od 240 mg i podnošljivost je bila dobra. Ako se kod predoziranja (namjernog ili slučajnog) ipak pojave klinički znakovi trovanja pristupa se uobičajenoj detoksikacijskoj terapiji.

## Nuspojave
Povremeno se mogu pojaviti glavobolja, gastrointestinalne smetnje (bol u gornjem dijelu želuca, proljev, zatvor, nadimanje) i alergijske reakcije poput osipa na koži i svrbeža (u rijetkim slučajevima urtikarija, angioedem ili anafilaksijske reakcije uključujući anafilaktički šok). Vrlo su rijetki slučajevi pojave mučnine, povraćanja ili smetnji vida. Pojedinačno su zapaženi slučajevi oticanja ruku i nogu, povišena temperatura, depresija i bol u mišićima.